# Super Scope

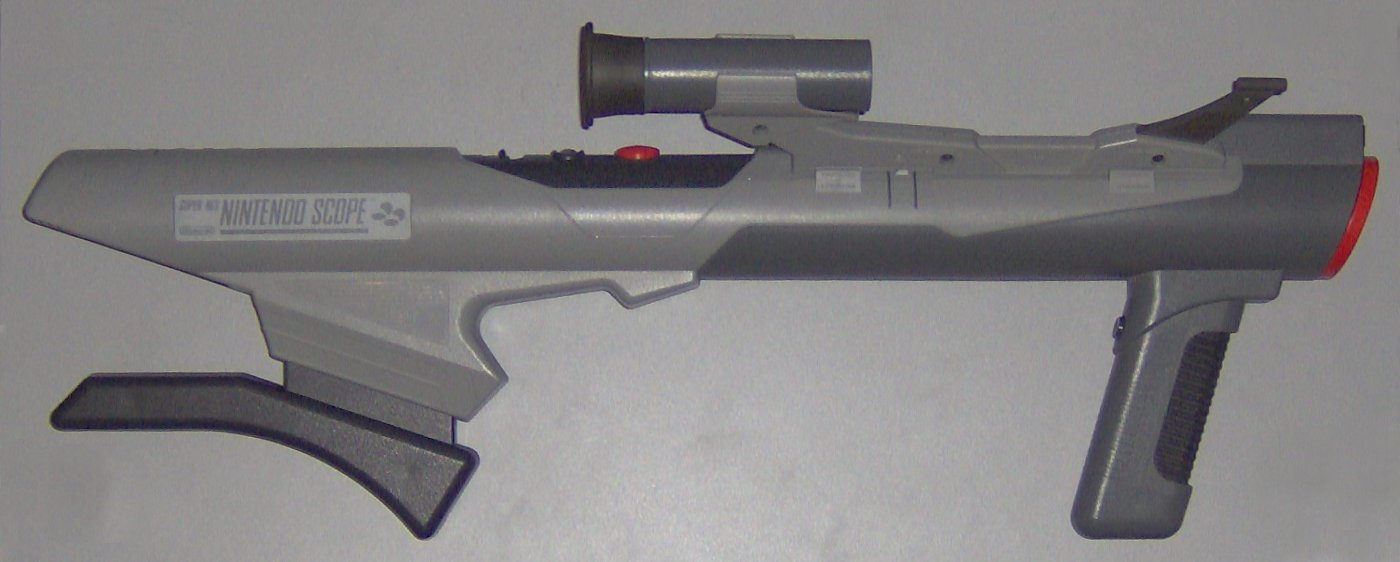
Nintendo Scope med riktmedel monterat

Nintendo Scope (Super Scope utanför Europa) är ett tillbehör till Super Nintendo av ljuspistoltyp. Den drivs med sex AA-batterier och ansluts till konsolen via en IR-mottagare. 
Super Scope finns som skjutvapen i Nintendo Gamecube-spelet Super Smash Bros Melee
och Nintendo Wii-spelet Super Smash Bros Brawl.

### Fotnoter
1. ↑  Carl Brännström (7 juni 2017). ”Det som dväljs i garderoberna”. Gamereactor Sverige. https://www.gamereactor.se/artiklar/96631/Det+som+dvaljs+i+garderoberna/. Läst 28 juni 2017.